# Brombær (frugt)
Brombær er frugterne af brombærplanten. Det er botanisk set en flerfoldsfrugt bestående af små stenfrugter som sidder på en kegleformet blomsterbund. Når brombærret plukkes eller falder af brombærbusken, efterlades et hul hvor det sad fast på blomsterbunden. Ved modning bliver bærrene sorte, hvilket får dem til at ligne morbær mere end de gør i forvejen. Hvor dejlige bærrene end er, så skal de plukkes af planter med talrige, bagudbøjede torne. Det har ført til, at man dyrker planterne espalieret på høje hegn, og det har ført til fremavl af rigtbærende, tornløse sorter. Brombærsæsonen strækker sig fra august til oktober. 
Bærrene har et højt indhold af antioxidanter som anthocyaniner samt aromastoffet hindbærketon, der anvendes som slankemiddel. I oldtiden blev brombær-bær brugt som lægemiddel imod diarré og bylder, hvilket kan skyldes det høje indhold af garvesyre.

## Anvendelser
Brombær kan bruges, som de er, og de kan laves til et kraftigt smagende syltetøj, men oftest bliver de brugt i forskellige former for kager og desserter:
- Brombærtærte
- Brombærdessert
- Brombærsyltetøj
- Brombærlikør